# Острожецька волость
Острожецька волость — історична адміністративно-територіальна одиниця Вінницького повіту Подільської губернії з центром у містечку Великий Острожок.
Станом на 1910 рік селянське населення — 12461 особа, 2486 дворових господарства.
Основні поселення волості:
- Великий Острожок — 146 дворів, 1191 особа. 60 верст від повітового міста, волосне правління.
- Вишенька — 101 двір, 1085 осіб. 63 версти від повітового міста, 7 верст від волосного правління.
- Клітенка — 67 дворів, 640 осіб. 69 верст від повітового міста, 9 верст від волосного правління.
- Кривошиїнські Хутори — 98 дворів, 1029 осіб. 48 верст від повітового міста, 12 верст від волосного правління.
- Крижанівка — 30 дворів, 252 особи. 60 верст від повітового міста, 10 верст від волосного правління.
- Кропивна — 98 дворів, 1025 осіб. 68 верст від повітового міста, 6 верст від волосного правління.
- Кустовецька Слобідка — 53 двори, 603 особи. 62 версти від повітового міста, 8 верст від волосного правління.
- Лузна (Лозна) — 146 дворів, 1420 осіб. 52 версти від повітового міста, 8 верст від волосного правління.
- Малий Острожок — 38 дворів, 450 осіб. 57 верст від повітового міста, 3 версти від волосного правління.
- Погоріла — 58 дворів, 398 осіб. 68 верст від повітового міста, 6 верст від волосного правління.
- Рогинці — 133 двори, 1224 особи. 48 верст від повітового міста, 12 верст від волосного правління.
- Ступник — 148 дворів, 1214 осіб. 64 версти від повітового міста, 4 версти від волосного правління.